# جوردی فولچ پی
جوردی فولچ پی (به انگلیسی: Jordi Folch Pi) کارشناس ارشد بیوشیمی، کاتالانی در دانشگاه هاروارد (بیمارستان مک لین) بود که جهان او را به عنوان یکی از بنیانگذاران رشته شیمی ساختاری لیپیدهای پیچیده و به عنوان یکی از توسعه دهندگان علم شیمی اعصاب به عنوان یک رشته مجزا در علوم اعصاب به رسمیت شناخته است. او در ۲۵ مارس سال ۱۹۱۱ در بارسلونا، اسپانیا متولد شد و در بوستون، ماساچوست در اکتبر ۳، ۱۹۷۹، در حالی که ۶۹ سال سن داشت درگذشت.